# Atlantic City (Nueva Jersey)
Atlantic City es una ciudad ubicada en el condado de Atlantic en el estado estadounidense de Nueva Jersey. En el año 2008 tenía una población de 35.770 habitantes y una densidad poblacional de 1378,3 personas por km². Supone un importante destino turístico por sus playas y sus casinos.
Atlantic City fue a mediados del siglo XX un lugar de recreo de ricos y famosos que iban de vacaciones, y en la actualidad sigue siendo un destino bastante popular. Como en el juego del 'Monopoly', que se llama como sus calles, el paseo marítimo de Atlantic City es el destino más visitado de toda la ciudad, enmarcándola con tiendas extravagantes y restaurantes. Este paseo entablado, de aproximadamente 9,25 km (5,75 millas) es considerado erróneamente por algunas fuentes como el más largo del mundo. Además, el paseo marítimo está salpicado de famosos hoteles y casinos, como el 'Trump Taj Mahal' (antigua propiedad del conocido magnate y presidente de los Estados Unidos Donald Trump, ahora de Carl Icahn).

## Geografía

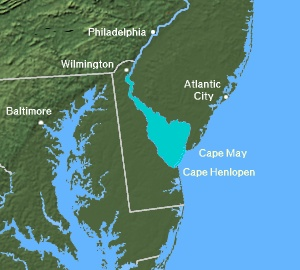
Mapa de la bahía de Delaware en el que aparece Atlantic City

Atlantic City se encuentra ubicado en las coordenadas 39°22′39″N 74°27′04″O / 39.37750, -74.45111.

## Demografía
Según la Oficina del Censo en 2000 los ingresos medios por hogar en la localidad eran de $26.969 y los ingresos medios por familia eran $31.997. Los hombres tenían unos ingresos medios de $25.471 frente a los $23.863 para las mujeres. La renta per cápita para la localidad era de $15.402. Alrededor del 23,6% de la población estaba por debajo del umbral de pobreza.